# Turkmenistan na Letnich Igrzyskach Olimpijskich Młodzieży 2010
Turkmenistan na Letnich Igrzyskach Olimpijskich Młodzieży w Singapurze w 2010 reprezentować będzie 5 sportowców w 4 dyscyplinach.

## Skład kadry

### Boks
- Nursähet Pazzyýew (69 kg)

### Judo
- Jennet Geldibaýeva (52 kg)

### Pływanie
- Ihtiýar Matkarimow
- Baýmyrat Orazdurdyýew

### Podnoszenie ciężarów
- Jennet Saryýewa